# Richard Landström
Richard „Xizt“ Landström (* 22. Februar 1991) ist ein ehemaliger schwedischer E-Sportler, welcher durch seine Leistungen in der Taktik-Shooter-Serie Counter-Strike bekannt wurde.

## Karriere
Richard Landström erreichte 2009 mit Podestplätzen auf DreamHack-Turnieren erstmals nennenswerte Erfolge in Counter-Strike 1.6. Im Folgejahr nahm der unter dem Nickname Xizt spielende Schwede mit H2k Gaming oder Lions an vielen nationalen Events, aber auch an internationalen Turnieren teil. So gewann er mit Lions den ASUS Summer 2010 in Kiew. Im Dezember 2010 wurde Landström von der britischen Organisation fnatic aufgenommen. Er gewann mit seinen Teamkollegen, zu denen zeitweise auch Finn „karrigan“ Andersen gehörte, auf den Veranstaltungen der Intel Extreme Masters, von DreamHack oder der GameGune. Mit dem Wechsel zu Counter-Strike: Global Offensive wurde Xizt von den wieder ins Leben gerufenen Ninjas in Pyjamas im August 2012 aufgenommen. Mit dem Team dominierte Landström auf den Turnieren der kommenden Monate im neuen Spiel. So zählte sein Team Siege beim Electronic Sports World Cup, bei der ESL Major Series oder bei den schwedischen Meisterschaften. Infolge steigender Preisgelder konnten sich nach Einführung der Major-Turniere auch andere Teams professionalisieren; die Konkurrenz stieg und die Anzahl der Siege bei Turnieren im Jahr 2014 sank im Vergleich zu 2013. Dennoch konnte Landström mit dem Gewinn der ESL One Cologne 2014 seinen bisher größten Erfolg seiner Karriere feiern. Seither folgten weitere Finaleinzüge bei der ESL One Katowice 2015 oder den MLG X Games Aspen CS:GO 2015. 
Landström wechselte am 25. Mai 2018 zum ebenfalls schwedischen Team Fnatic. Anschließend spielte er für Team Dignitas, bevor er 2021 seine Karriere als Spieler beendete und als Analyst zu Heroic wechselte. 2022 übernahm er die Rolle des Trainers bei Heroic. Nachdem er im Dezember 2023 Heroic verlassen hatte, wechselte er im März 2024 als Trainer zur schwedischen Organisation Ninjas in Pyjamas.

## Erfolge
Die folgende Tabelle listet die größten Turniererfolge von Richard „Xizt“ Landström auf. Das angegebene Preisgeld bezieht sich auf einen Fünftel des Gesamtpreisgeldes des Teams, da Counter-Strike professionell stets in Fünfer-Teams gespielt wird.
| Jahr                             | Platz          | Turnier                                     | Team              | Persönliches Preisgeld |
| Counter-Strike                   | Counter-Strike | Counter-Strike                              | Counter-Strike    | Counter-Strike         |
| -------------------------------- | -------------- | ------------------------------------------- | ----------------- | ---------------------- |
| 2010                             | 2.             | Arbalet Cup Dallas 2010                     | H2k Gaming        | 01.400 $               |
| 2010                             | 1.             | ASUS Summer 2010                            | Lions             | 60.000 р.              |
| 2011                             | 1.             | IEM V - European Championship               | fnatic            | 04.000 $               |
| 2011                             | 1.             | IEM VI - Guangzhou                          | fnatic            | 03.200 $               |
| 2011                             | 1.             | DreamHack Winter 2011                       | fnatic            | 20.000 SEK             |
| 2012                             | 1.             | Copenhagen Games 2012                       | fnatic            | 01.880 €               |
| 2012                             | 1.             | E-Sport SM 2012 Finals                      | fnatic            | 14.000 SEK             |
| 2012                             | 1.             | DreamHack Summer 2012                       | fnatic            | 10.000 SEK             |
| 2012                             | 1.             | GameGune 2012                               | fnatic            | 02.400 €               |
| Counter-Strike: Global Offensive |                |                                             |                   |                        |
| 2012                             | 1.             | ESWC 2012                                   | Ninjas in Pyjamas | 02.000 $               |
| 2012                             | 1.             | DreamHack Winter 2012                       | Ninjas in Pyjamas | 30.000 SEK             |
| 2012                             | 1.             | AMD Sapphire CS:GO Invitational             | Ninjas in Pyjamas | 02.000 $               |
| 2012                             | 1.             | THOR Open 2012                              | Ninjas in Pyjamas | 20.000 SEK             |
| 2013                             | 1.             | Copenhagen Games 2013                       | Ninjas in Pyjamas | 03.300 €               |
| 2013                             | 1.             | RaidCall EMS One Spring Season              | Ninjas in Pyjamas | 02.400 $               |
| 2013                             | 1.             | ESEA CS:GO Season 13 Global Invite Division | Ninjas in Pyjamas | 03.500 $               |
| 2013                             | 1.             | DreamHack Summer 2013                       | Ninjas in Pyjamas | 14.000 SEK             |
| 2013                             | 1.             | E-Sport SM 2012–2013 Championship Finals    | Ninjas in Pyjamas | 20.000 SEK             |
| 2013                             | 1.             | ESEA CS:GO Season 14 Global Invite Division | Ninjas in Pyjamas | 04.000 $               |
| 2013                             | 2.             | DreamHack Winter 2013                       | Ninjas in Pyjamas | 10.000 $               |
| 2013                             | 1.             | Fragbite Masters 2013                       | Ninjas in Pyjamas | 14.000 SEK             |
| 2013                             | 1.             | Svenska E-sportcupen 2013 Grand Finals      | Ninjas in Pyjamas | 30.000 SEK             |
| 2014                             | 2.             | EMS One Katowice 2014                       | Ninjas in Pyjamas | 10.000 $               |
| 2014                             | 1.             | Copenhagen Games 2014                       | Ninjas in Pyjamas | 02.800 €               |
| 2014                             | 1.             | DreamHack Summer 2014                       | Ninjas in Pyjamas | 02.000 $               |
| 2014                             | 1.             | IronGaming Finals 2014                      | Ninjas in Pyjamas | 02.000 $               |
| 2014                             | 1.             | ESL One Cologne 2014                        | Ninjas in Pyjamas | 20.000 $               |
| 2014                             | 2.             | DreamHack Winter 2014                       | Ninjas in Pyjamas | 10.000 $               |
| 2015                             | 2.             | MLG X Games Aspen CS:GO 2015                | Ninjas in Pyjamas | 02.500 $               |
| 2015                             | 1.             | ASUS ROG CS:GO Winter 2015                  | Ninjas in Pyjamas | 02.400 $               |
| 2015                             | 2.             | ESL One Katowice 2015                       | Ninjas in Pyjamas | 10.000 $               |
| 2015                             | 2.             | Gfinity 2015 Spring Masters I               | Ninjas in Pyjamas | 03.000 $               |
| 2015                             | 3.             | CCS Finals Season 1                         | Ninjas in Pyjamas | 02.000 $               |
| 2015                             | 1.             | ESPORTSM 2015                               | Ninjas in Pyjamas | 20.000 SEK             |
| 2015                             | 2.             | Gfinity 2015 Summer Masters I               | Ninjas in Pyjamas | 04.000 $               |
| 2015                             | 5. – 8.        | ESL One Cologne 2015                        | Ninjas in Pyjamas | 02.000 $               |
| 2015                             | 3. – 4.        | ESL ESEA Pro League Dubai Invitational 2015 | Ninjas in Pyjamas | 05.000 $               |
| 2015                             | 3. – 4.        | Gfinity Champion of Champions 2015          | Ninjas in Pyjamas | 02.000 $               |
| 2015                             | 3. – 4.        | DreamHack Cluj-Napoca 2015                  | Ninjas in Pyjamas | 04.400 $               |
| 2015                             | 2.             | Fragbite Masters Season 5                   | Ninjas in Pyjamas | 25.000 SEK             |
| 2016                             | 5. – 8.        | MLG Major Championship: Columbus 2016       | Ninjas in Pyjamas | 07.000 $               |
| 2016                             | 1.             | DreamHack Masters Malmö 2016                | Ninjas in Pyjamas | 20.000 $               |
| 2016                             | 1.             | ESL Pro League Season 3 EU Division         | Ninjas in Pyjamas | -                      |
| 2016                             | 3. – 4.        | ESL Pro League Season 3 Finals              | Ninjas in Pyjamas | 08.800 $               |
| 2016                             | 2.             | DreamHack Summer 2016                       | Ninjas in Pyjamas | 04.000 $               |
| 2016                             | 5. – 8.        | Eleague Season 1                            | Ninjas in Pyjamas | 10.000 $               |
| 2016                             | 1.             | Star Ladder i-League StarSeries Season 2    | Ninjas in Pyjamas | 26.000 $               |
| 2016                             | 3. – 4.        | ESL Pro League Season 4 Finals              | Ninjas in Pyjamas | 09.000 $               |
| 2016                             | 1.             | IEM XI - Oakland                            | Ninjas in Pyjamas | 025.600 $              |
| 2016                             | 5. – 8.        | Eleague Season 2                            | Ninjas in Pyjamas | 010.000 $              |
| 2017                             | 1.             | DreamHack Valencia 2017                     | Ninjas in Pyjamas | 010.000 $              |
| 2017                             | 3. – 4.        | DreamHack Masters Malmö 2017                | Ninjas in Pyjamas | 04.400 $               |
| 2017                             | 1.             | Hellcase Cup #6                             | Ninjas in Pyjamas | 04.960 $               |
| 2017                             | 1.             | IEM XII – Oakland                           | Ninjas in Pyjamas | 025.800 $              |